# Dendrobium cuculliferum
Dendrobium cuculliferum är en orkidéart som beskrevs av Johannes Jacobus Smith. Dendrobium cuculliferum ingår i släktet Dendrobium, och familjen orkidéer. Inga underarter finns listade i Catalogue of Life.